# Ube (Yamaguchi)
Ube (japanisch 宇部市, -shi) ist eine Küstenstadt in der Präfektur Yamaguchi auf Honshū, der Hauptinsel von Japan.

## Geographie
Ube liegt östlich von Shimonoseki und westlich von Yamaguchi an der Seto-Inlandsee.

## Geschichte
Die Stadt wurde am 1. November 1921 gegründet.
Der Asteroid (7716) Ube wurde nach der Stadt benannt.

## Sehenswürdigkeiten
Sehenswert ist der Tokiwa-Freizeitpark am Tokiwa-See.

## Wirtschaft
Wirtschaftlich bedeutsam ist die Herstellung von Magnesium, Kunstfasern, Baumwolltextilien, Dünger und Zement. Früher war die Stadt ein Zentrum des Steinkohlenbergbaus, auf den auch der Chemiekonzern Ube Kōsan zurückgeht.

## Städtepartnerschaften
- Newcastle, Australien, seit 1980
- Weihai, Volksrepublik China, seit 1992

## Verkehr
- Flughafen Yamaguchi/Ube
- Zug:
  - JR San’yō-Hauptlinie
  - JR Ube-Linie
  - JR Onoda-Linie
- Straße:
  - San'yō-Autobahn
  - Nationalstraße 2
  - Nationalstraße 9
  - Nationalstraße 190, 490

## Bekannte Personen aus Ube
- Ichikawa Shōichi (1892–1945), kommunistischer Politiker
- Naoto Kan  (* 1946), 94. Premierminister von Japan
- Tadashi Yanai (* 1949), Präsident von Fast Retailing und Uniqlo
- Aimi Kobayashi (* 1995), Pianistin
- Hideaki Anno (* 1960), Animator
- Kazuo Hara (* 1945), Regisseur für Dokumentarfilm
- Yoji Yamada (* 1931), Regisseur und Drehbuchautor
- Sayumi Michishige (* 1989), Sängerin (Girlgroup: Morning Musume)
- Satomi Misumi (* 1989), Sängerin
- Shunsuke Kiyokiba (* 1980), Sänger
- Ayase (* 1994), Musikproduzent, Mitglied bei Yoasobi

## Angrenzende Städte und Gemeinden
- Yamaguchi
- San’yō-Onoda
- Mine